# پسران و دختران موسیقی کانت‌داون
دختران و پسران موسیقی کانت‌داون (انگلیسی: Boys & Girls Music Countdown; کره‌ای: 소년소녀가요백서) یک برنامه تلویزیونی موسیقی محصول کره جنوبی است. این برنامه از سال ۲۰۰۷ تا ۲۰۱۰، روزهای دوشنبه تا جمعه ساعت ۱۷:۰۰ (کی‌اس‌تی) از ام‌نت پخش شد.

## مجری‌ها
| فصل | پسر         | دختر         | زمان پخش                    |
| --- | ----------- | ------------ | --------------------------- |
| ۱   | کیم هه سونگ | تیفانی یونگ  | ۱۵ نوامبر ۲۰۰۷–۱۳ ژوئن ۲۰۰۸ |
| ۲   | کیم هه سونگ | هان سونگ یون | ۳۰ ژوئن ۲۰۰۸–۲ ژانویه ۲۰۰۹  |
| ۳   | کیم سو هیون | هان سونگ یون | ۱۲ ژانویه ۲۰۰۹–۸ مه ۲۰۰۹    |
| ۴   | شین دونگ هو | پارک اون بین | ۱۱ مه ۲۰۰۹–۶ نوامبر ۲۰۰۹    |
| ۵   | شین دونگ هو | جون هیو سونگ | ۹ نوامبر ۲۰۰۹–۱۲ فوریه ۲۰۱۰ |